# Френдшип (Мен)
Френдшип (англ. Friendship) — місто (англ. town) в США, в окрузі Нокс штату Мен. Населення — 1142 особи (2020).

## Демографія
Згідно з переписом 2010 року, у місті мешкали 1152 особи в 508 домогосподарствах у складі 352 родин. Було 896 помешкань
Расовий склад населення:
| - 99,2 % — білих - 0,2 % — азіатів |

До двох чи більше рас належало 0,3 %. Частка іспаномовних становила 0,3 % від усіх жителів.
За віковим діапазоном населення розподілялося таким чином: 17,2 % — особи молодші 18 років, 57,5 % — особи у віці 18—64 років, 25,3 % — особи у віці 65 років та старші. Медіана віку мешканця становила 50,1 року. На 100 осіб жіночої статі у місті припадало 101,8 чоловіків;  на 100 жінок у віці від 18 років та старших — 100,0 чоловіків також старших 18 років.
Середній дохід на одне домашнє господарство  становив 65 833 долари США (медіана — 54 948), а середній дохід на одну сім'ю — 76 060 доларів (медіана — 65 000). Медіана доходів становила 35 417 доларів для чоловіків та 35 375 доларів для жінок. За межею бідності перебувало 9,3 % осіб, у тому числі 21,4 % дітей у віці до 18 років та 10,1 % осіб у віці 65 років та старших.
Цивільне працевлаштоване населення становило 518 осіб. Основні галузі зайнятості: освіта, охорона здоров'я та соціальна допомога — 27,6 %, сільське господарство, лісництво, риболовля — 19,9 %, роздрібна торгівля — 10,8 %, будівництво — 8,9 %.